# إديث كلير برايس
إديث كلير برايس (بالإنجليزية: Edith Claire Bryce)‏ هي ناشطة سلام أمريكية، ولدت في 6 مايو 1880 في مانهاتن في الولايات المتحدة، وتوفي بنفس المكان في 28 فبراير 1960.